# 潘口乡
潘口乡，是中华人民共和国湖北省十堰市竹山县下辖的一个乡镇级行政单位。

## 行政区划
潘口乡下辖以下地区：
小漩社区、小漩村、龙王沟村、魏沟村、潘口河村、鱼岭村和悬鼓洲村。